# Jonathan Zacks
Jonathan Zacks (in ebraico יונתן זקס‎?; Leeds, 5 giugno 1954 – 31 marzo 2005) è stato un cestista israeliano.

## Carriera
Con Israele ha partecipato ai Campionati europei del 1973.